# Philippe Soulas
Pour les articles homonymes, voir Soulas.

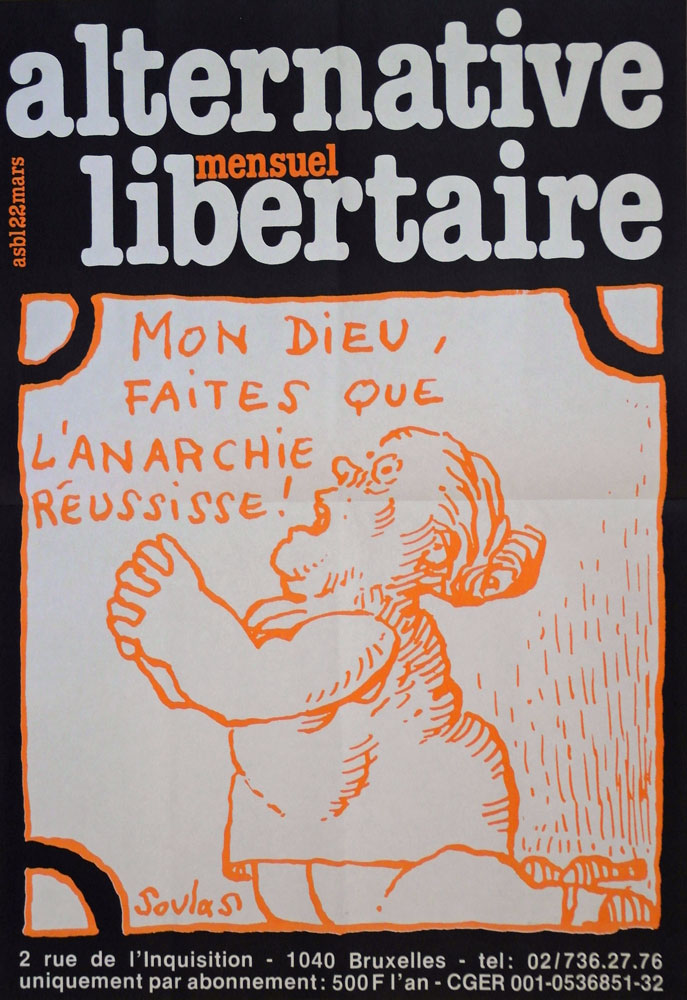
Mon dieu, faites que l'anarchie réussisse ! un dessin de Soulas gracieusement offert au journal belge Alternative libertaire en 1985.

Philippe Soulas signant Soulas, né le 15 août 1932 à Lapeyrouse-Fossat, est un dessinateur de presse, peintre et sculpteur français,,.

## Éléments biographiques
Soulas a participé à Hara-Kiri, L'Enragé, Marianne, La Gueule ouverte,... et a créé le journal Politicon.
En 1974, il entre à Libération, comme dessinateur d’actualité salarié,.
2015
Après sa fondation en 2010, il contribue à Siné Mensuel.
Il est l'auteur de nombreux livres de dessins humoristiques.

## Publications
- « Notices », BnF .
- Dessins politiques, mai 68 - mai 74.
- Faut-il vous l'envelopper ? juin 72.

## Prix et distinctions
- Prix du Salon de Montréal en 1969.
- Prix de l’humour noir en 1974.
- Grand prix de l'humour vache en 1999[11].